# 東京大田汐焼きそば

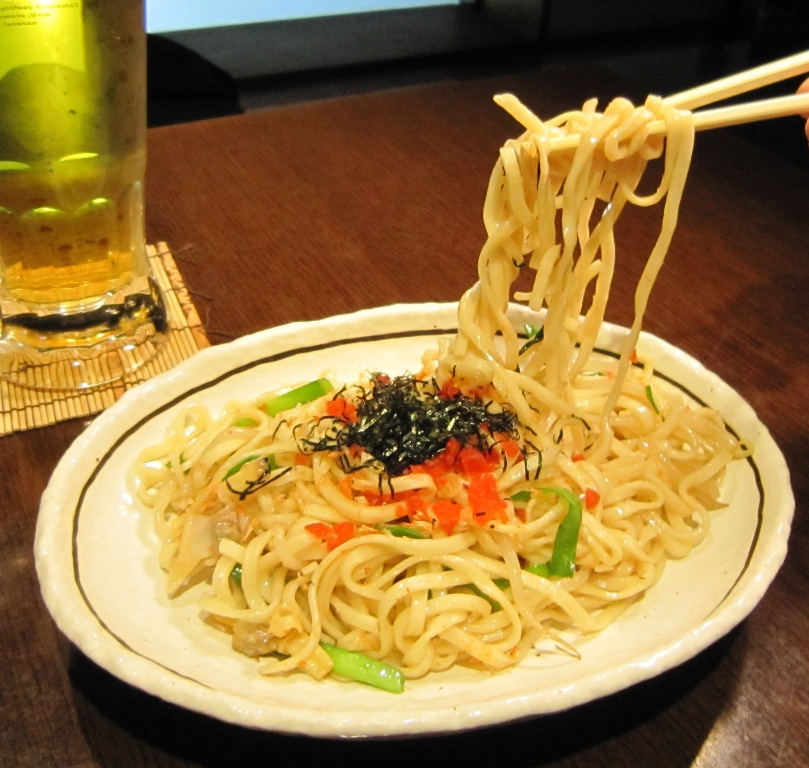
東京大田汐焼きそばの盛りつけ例

東京大田汐焼きそば（とうきょうおおたしおやきそば）とは、東京都大田区のご当地焼きそば。

## 概要
B級グルメグランプリ出場とまちおこしを目的に、東京都大田区内の中小企業や個人の有志により大田焼きそば実行委員会を立ち上げる。その後、社団法人雪谷法人会、社団法人大森法人会、東京中小企業家同友会大田支部、大田区若手異業種交流会M'sピカデリー、社団法人東京青年会議所大田区委員会、社団法人東京都トラック協会大田支部の各団体が参加し「大田まち活ネット」を設立。東京大田汐焼きそばの開発を進める。。
また、大田区内のイベントにも出展している。
蒲田駅周辺や大森駅周辺、八潮、久が原などの飲食店でも提供されている。基本的な具材や味付けは同じだが提供店によって、麺の太さやトッピングに特徴を出している。
また、2012年3月には家庭向けに「東京大田汐焼きそば 秘伝のたれ」として調味料が発売され、地元スーパー等で店舗販売されている。

## 具材と由来
漁業が盛んだった大田区に因み、潮をイメージできる海苔やアサリを使い塩味ソースで具材を調理。
- カリカリ梅 - 大田区の区花
- 海苔 - 地元特産[4]であった大森海苔
- 桜海老 - 桜坂からイメージ
- アサリ - 大森貝塚からイメージ
- タマネギ - 多摩川の たま つながり
- モヤシ - 蒲田モヤイ像から連想
- ニラ - 明治から大正にかけて有名であった、蒲田菖蒲園の菖蒲に似ている
- 麺 - 平打ち極太麺。六郷用水路を流れる清流をイメージ
- 塩ソース - トリガラスープを使った特製ソース。羽田の羽つながり。

## 学校給食
2012年1月25日、大田区立大森第一中学校の給食として採用され、配膳された。